# Roy Roberts (acteur)
Pour les articles homonymes, voir Roy Roberts et Roberts.
Roy Roberts, né le 19 mars 1900 à Tampa, (Floride, États-Unis) et mort le 28 mai 1975 à Los Angeles, (Californie, États-Unis) est un acteur américain.

## Filmographie

### Années 1930
- 1936 : Gold Bricks : Dick

### Années 1940
- 1943 : Guadalcanal (Guadalcanal Diary) de Lewis Seiler : capitaine James Cross
- 1944 : J'avais cinq fils (The Sullivans) : père Francis
- 1944 : Tampico de Lothar Mendes : Crawford
- 1944 : Roger Touhy, Gangster (en) de Robert Florey : Frank Williams
- 1944 : Le Président Wilson (Wilson) de Henry King : Ike Hoover, majordome en chef à la Maison-Blanche
- 1945 : Circumstantial Evidence (en) de John Larkin : Marty Hannon
- 1945 : Une cloche pour Adano (A Bell for Adano) de Henry King : colonel W.W. Middleton
- 1945 : The Caribbean Mystery de Robert D. Webb : capitaine Van den Bark
- 1945 : Within These Walls de H. Bruce Humberstone : Martin Deutsch
- 1946 : Colonel Effingham's Raid d'Irving Pichel : capitaine Rampsey
- 1946 : Behind Green Lights : Max Calvert
- 1946 : Johnny Comes Flying Home (en) de Benjamin Stoloff : J.P. Hartley
- 1946 : Strange Triangle : Harry Matthews
- 1946 : Smoky : Jeff
- 1946 : It Shouldn't Happen to a Dog (en) : Mitch' Mitchell
- 1946 : La Poursuite infernale (My Darling Clementine) de John Ford : le maire
- 1947 : L'Extravagante Miss Pilgrim (The Shocking Miss Pilgrim) de George Seaton : Mr. Foster
- 1947 : La Pièce maudite (The Brasher Doubloon) de John Brahm : lieutenant Breeze
- 1947 : La Fière Créole (The Foxes of Harrow) de John M. Stahl : Tom Warren
- 1947 : Le Charlatan (Nightmare Alley) d'Edmund Goulding : McGraw
- 1947 : Le Mur invisible (Gentleman's Agreement) d'Elia Kazan : Mr. Calkins
- 1947 : Capitaine de Castille (Captain from Castile) de Henry King : capitaine Alvarado
- 1947 : Femme ou Maîtresse (Daisy Kenyon) d'Otto Preminger : l'avoué de Dan
- 1948 : Massacre à Furnace Creek (Fury at Furnace Creek) de H. Bruce Humberstone : Al Shanks
- 1948 : The Gay Intruders : Charles McNulty
- 1948 : Jeanne d'Arc (Joan of Arc) de Victor Fleming : Wandamme
- 1948 : La Vérité nue (No Minor Vices) de Lewis Milestone : Mr. Felton
- 1948 : Il marchait dans la nuit (He Walked by Night) d'Alfred L. Werker et Anthony Mann : capitaine Breen
- 1948 : L'Enfer de la corruption (Force of Evil) d'Abraham Polonsky : Ben Tucker
- 1949 : Chicken Every Sunday, de George Seaton : Harry Bowers
- 1949 : La Fille des prairies (Calamity Jane and Sam Bass) de George Sherman : marshal Peak
- 1949 : Flaming Fury (en) : capitaine S. Taplinger
- 1949 : Miss Grant Takes Richmond : Foreman Roberts
- 1949 : Les Désemparés (The Reckless Moment) de Max Ophüls : Nagel
- 1949 : Enquête à Chicago (Chicago Deadline) : Jerry Cavanaugh
- 1949 : A Kiss for Corliss : oncle George
- 1949 : Bodyhold : Charlie Webster

### Années 1950

#### Cinéma
- 1950 : Pilote du diable (Chain Lightning) de Stuart Heisler : Major Gen. Hewitt
- 1950 : Poison blanc (Borderline) de William A. Seiter : Harvey Gumbin
- 1950 : The Palomino : Ben Lane
- 1950 : Sierra : shérif Knudsen
- 1950 : Wyoming Mail de Reginald Le Borg : Charles De Haven
- 1950 : The Second Face : Allan Wesson
- 1950 : The Killer That Stalked New York d'Earl McEvoy : Maire
- 1950 : Stage to Tucson : Jim Maroon
- 1951 : La Femme à abattre (The Enforcer) de Bretaigne Windust et Raoul Walsh : capitaine Frank Nelson
- 1951 : La Bagarre de Santa Fe (Santa Fe) : Cole Sanders
- 1951 : I Was a Communist for the FBI de Gordon Douglas : père Novac
- 1951 : Alerte aux garde-côtes (Fighting Coast Guard) : capitaine Gibbs
- 1951 : The Man with a Cloak de Fletcher Markle : policier
- 1951 : Espionne de mon cœur (My Favorite Spy) de Norman Z. McLeod : Johnson - homme du FBI
- 1952 : À feu et à sang (The Cimarron Kid) de Budd Boetticher : Pat Roberts
- 1952 : La Vallée des géants (The Big Trees) de Felix Feist : juge Crenshaw
- 1952 : Hoodlum Empire de Joseph Kane : Police Chief Tayls
- 1952 : Des jupons à l'horizon (Skirts Ahoy!) : capitaine Graymont
- 1952 : Cripple Creek : marshal John Tetheroe
- 1952 : One Minute to Zero : lieutenant général George Thomas
- 1952 : Battles of Chief Pontiac : Major Gladwin
- 1952 : La Parade de la gloire (Stars and Stripes Forever) : major Houston
- 1953 : La Taverne des révoltés (The Man Behind the Gun) de Felix E. Feist : Mark Sheldon
- 1953 : Les Rebelles de San Antone (en) (San Antone) : John Chisum
- 1953 : L'Homme au masque de cire (House of Wax) d'André de Toth : Matthew Burke
- 1953 : The Glory Brigade : Sergent Chuck Anderson
- 1953 : Lone Hand : Mr. Skaggs
- 1953 : Passion sous les tropiques (Second Chance) de Rudolph Maté : Charley Malloy
- 1953 : Tumbleweed : Nick Buckley
- 1953 : La Mer des bateaux perdus (Sea of Lost Ships) de Joseph Kane : capitaine du Eagle
- 1954 : Wyoming Renegades : shérif McVey
- 1954 : La Ruée sanglante (They Rode West) : sergent Creever
- 1954 : The Outlaw Stallion : Hagen
- 1954 : Vengeance à l'aube (Dawn at Socorro) de George Sherman : Dr Jameson
- 1955 : Le Pacte des tueurs (Big House, U.S.A.) de Howard W. Koch : Will Erickson
- 1955 : Le juge Thorne fait sa loi (Stranger on Horseback) de Jacques Tourneur : Sam Kettering
- 1955 : The Eternal Sea : capitaine de la commission d'examen
- 1955 : I Cover the Underworld : Procureur de district
- 1955 : Quand le clairon sonnera (The Last Command) de Frank Lloyd : Dr Summerfield
- 1956 : Coup de fouet en retour (Backlash), de John Sturges : major Carson
- 1956 : Attaque à l'aube (en) (The First Texan) : colonel Sam Sherman
- 1956 : Yaqui Drums : Matt Quigg
- 1956 : The Boss (en) : Tim Brady
- 1956 : The White Squaw : Purvis
- 1956 : Le Roi et Quatre Reines (The King and Four Queens) de Raoul Walsh : shérif Tom Larrabee

#### Télévision
- 1953-1955 : My Little Margie (série télévisée) - 6 épisodes
- 1954 : Rintintin épisode Forêt en flamme : Tom Rogers
- 1956 : The Gale Storm Show (série) - 89 épisodes : capitaine Simon P. Huxley
- 1956 : Massacre at Sand Creek (téléfilm) : colonel Collery

### Années 1960

#### Cinéma
- 1962 : The Underwater City : Tim Graham
- 1962 : Un direct au cœur (Kid Galahad), de Phil Karlson : Jerry Bathgate
- 1962 : The Chapman Report : Alan Roby
- 1963 : Un monde fou, fou, fou, fou (It's a Mad Mad Mad Mad World), de Stanley Kramer : policier devant le garage d'Irwin & Ray
- 1965 : Calloway le trappeur (Those Calloways), de Norman Tokar : E.J. Fletcher
- 1965 : I'll Take Sweden (en) de Frederick De Cordova : capitaine du bateau
- 1967 : Hotel, de Richard Quine : Bailey
- 1967 : Tammy and the Millionaire : gouverneur Alden
- 1969 : Cry for Poor Wally : docteur
- 1969 : Some Kind of a Nut : 1er vice-président

#### Télévision
- 1963 : Rockabye the Infantry : Général
- 1963 : Maggie Brown : John Farragut
- 1963-1970 : Petticoat Junction (série) - 11 épisodes : Norman Curtis
- 1967-1970 : Ma sorcière bien-aimée (Bewitched) - 7 épisodes : Frank Stephens
- 1968 : Now You See It, Now You Don't : Mr. Stockman
- 1969 : This Savage Land : Dr. Mordecai Reynolds
- 1969 : Peyton Place (série) - épisode 5.32 : John Wainwright

### Années 1970
- 1971 : La Cane aux œufs d'or (The Million Dollar Duck), de Vincent McEveety : Le juge
- 1973 : Échec à l'organisation (The Outfit) de John Flynn : Bob Caswell
- 1974 : Chinatown, de Roman Polanski : le maire Bagby
- 1975 : L'Homme le plus fort du monde (The Strongest Man in the World) de Vincent McEveety : Mr. Roberts